# Nowiny (Dosłońce)
Nowiny – część wsi Dosłońce w Polsce położona w województwie małopolskim, w powiecie miechowskim, w gminie Racławice.
W latach 1975–1998 Nowiny administracyjnie należały do województwa kieleckiego.